# Raise Your Weapon
«Raise Your Weapon» — песня канадского продюсера deadmau5, выпущенная 23 мая 2011 года в качестве пятого и последнего сингла с альбома 4×4=12. Песня была написана Джоэлем Циммерманом, Сидни Шеффилд и Сонни Муром, более известным под псевдонимом Skrillex, при участии фарерской певицы Греты Свабо Бех. Песня была положительно принята критиками и стала коммерчески успешной, войдя в Billboard Hot 100 и получив статус платиновой по версии Music Canada. Также она была номинирована на Премию «Грэмми» за лучшую танцевальную запись 2012 года, но проиграла «Scary Monsters and Nice Sprites» Скриллекса.
Ремикс на «Raise Your Weapon» французского продюсер Madeon вошёл в его мэшап «Pop Culture».

## Приём

### Коммерческий успех
«Raise Your Weapon» дебютировала в Billboard Hot 100 на сотой позиции, тем самым став первым синглом Дедмауса, вошедшим в данный чарт, а также заняла 11 позицию в Heatseekers Songs. Репортёр Джон Митчелл из MTV предположил, что успешное выступление в чартах связано с появлением продюсера на 54-й церемонии «Грэмми», где он выступил совместно со Дэвидом Геттой, Лил Уэйном, Foo Fighters и Крисом Брауном.
18 февраля 2016 года песня стала золотой по версии Music Canada, а 19 декабря 2017 года была сертифирована как платиновая.

### Рецензии
«Raise Your Weapon» была положительно принята критиками. Дэвид Джеффрис из AllMusic пишет, что треки «One Trick Pony» и «Raise Your Weapon» показывают вновь обретённую любовь продюсера к дабстепу и добавляют разнообразия в альбом. Уилл Гермес из журнала Rolling Stone также положительно отзывается о песне, высоко оценивая переход песни из прогрессив-хауса в дабстеп. Дэйв Симпсон из The Guardian пишет, что «Raise Your Weapon — при участии душевного вокала Греты Свабо Бех — показывает, как Дедмаус способен создавать глубокие мелодии». Смешанный отзыв даёт Микеланджело Матос из The A.V. Club, называя куплеты «не очень продуманными», а переход в дабстеп «формульным».
Журнал Billboard ставит песню на пятую позицию в списке 20 лучших треков Дедмауса.

## Список композиций
| №  | Название                               | Длительность |
| -- | -------------------------------------- | ------------ |
| 1. | «Raise Your Weapon» (альбомная версия) | 8:23         |

| №                   | Название                                        | Длительность |
| ------------------- | ----------------------------------------------- | ------------ |
| 1.                  | «Raise Your Weapon» (радио версия)              | 3:23         |
| 2.                  | «Raise Your Weapon» (альбомная версия)          | 8:23         |
| 3.                  | «Raise Your Weapon» (ремикс Madeon)             | 3:20         |
| 4.                  | «Raise Your Weapon» (расширенный ремикс Madeon) | 4:15         |
| 5.                  | «Raise Your Weapon» (ремикс Noisia)             | 5:36         |
| 6.                  | «Raise Your Weapon» (ремикс Stimming)           | 7:18         |
| Общая длительность: | Общая длительность:                             | 32:15        |

## Чарты и сертификации
| Чарт (2012)                   | Высшая позиция |
| ----------------------------- | -------------- |
| Canadian Hot 100              | 93             |
| Billboard Hot 100             | 100            |
| Heatseekers Songs (Billboard) | 11             |

| Канада (Music Canada)                               | платиновый | 80 000* |
| * данные о продажах основаны только на сертификации |            |         |